# Netrocera euxantha
Netrocera euxantha är en fjärilsart som beskrevs av Erich Martin Hering 1929. Netrocera euxantha ingår i släktet Netrocera och familjen Thyrididae. Inga underarter finns listade i Catalogue of Life.